# Cyclo-oxygenase 2
Cyclo-oxygenase-2, ook wel afgekort tot COX2, is een van de enzymen die de cyclo-oxygenasecascade in gang zetten. In  tegenstelling tot cyclo-oxygenase 1 (COX-1) heeft COX-2 geen invloed op de homeostase in normaal weefsel, maar beïnvloedt COX-2 alleen de productie van prostaglandinen die een rol hebben  in ontsteking.  
Medicijnen die specifiek COX-2 remmen zijn onder andere rofecoxib, celecoxib, etoricoxib, firocoxib en parecoxib.